# Chronologie de la décolonisation
Cet article regroupe tous les faits chronologiques marquants concernant la décolonisation.
(Notez que dans l'Empire britannique, le mot indépendance a été utilisé dans le sens d'un certain degré d'autonomie à l'intérieur de l'Empire, mais n'est pas une indépendance au sens commun du terme. Un palier ayant ce type d'autonomie s'appelait Dominion.)

## XVIIIesiècle
- 1776 : déclaration d'indépendance États-Unis.

- 1783 : reconnaissance de l'indépendance des États-Unis par la couronne de la Grande-Bretagne.

## XIXesiècle
- 1804 : déclaration de l'indépendance d'Haïti, "première république noire" ou État (perçu comme) non-blanc à s'émanciper d'un Empire colonial européen (mais cette indépendance ne fut reconnue qu'en 1825).

- 1810 : première déclaration de l'indépendance du Chili et des Provinces-Unies du Río de la Plata. Déclaration de l'indépendance du Mexique, de la Vice-royauté de Nouvelle-Grenade

- 1811 : indépendance du Paraguay.

- 1816 : le Chili et les Provinces-Unies du Río de la Plata déclarent à nouveau leur indépendance.

- 1818 : indépendance du Chili.

- 1819 : indépendance de la Nouvelle Grenade devenue Grande Colombie (futures Colombie, Équateur, Panama et Venezuela).

- 1821 : indépendance du Mexique et du Pérou.

- 1821 : déclaration de l'indépendance de la Grèce.

- 1822 : indépendance de l'Équateur.

- 1823 : indépendance de la république fédérale d'Amérique centrale (actuels Guatemala, Salvador, Honduras, Nicaragua et Costa Rica, ainsi que le Chiapas (actuellement mexicain).

- 1825 : indépendance du Brésil et de la Bolivie.

- 1828 : indépendance des Provinces-Unies du Río de la Plata et sécession de celle-ci entre Argentine et Uruguay.

- 1830 : indépendance de la Belgique.

- 1832 : indépendance de la Grèce à la suite du traité de Constantinople.

- 1836 : indépendance du Texas, demande d'annexion aux États-Unis en 1845.

- 1847 : indépendance du Liberia.

- 1852 : indépendance de la république sud-africaine du Transvaal (1852-1902)

- 1854 : indépendance de l'État libre d'Orange (1854-1902)

- 1860 : fin du protectorat britannique de la Côte des Mosquitos, qui est rattachée au Nicaragua selon le Traité de Managua.

- 1865 : indépendance de la République dominicaine.

- 1867 : création du Dominion du Canada. Première constitution rédigée au Canada. (Attention, ce n'est pas encore l'indépendance, qui aura lieu en plusieurs étapes de 1931 à 1982, et la Terre-Neuve-et-Labrador ne sera une province jusqu'à 1949)

- 1868 : Cuba déclare son indépendance, mais l'île est reconquise. Elle sera aux mains des États-Unis en 1898.

- 1878 : indépendance de la Roumanie, de la Serbie et de la Bulgarie.

- 1898 : déclaration de l'indépendance des Philippines, cependant, le pays est repris par les États-Unis en 1899.

## XXesiècle
- 1901 : création du Dominion de l'Australie.

- 1902 : indépendance de Cuba.

- 1907 : création du Dominion de la Nouvelle-Zélande et du Dominion de Terre-Neuve.

- 1910 : constitution du Dominion de l'Union d'Afrique du Sud à partir de la colonie du Cap, de la colonie du Natal et des anciennes républiques boers (la colonie du Transvaal et la colonie de la rivière Orange).

- 1912 : indépendance de l'Albanie.

- 1917 : indépendance de la Finlande.

- 1918 : 
  - Première indépendance des pays baltes : l'Estonie, la Lituanie et la Lettonie (ils seront annexés par l'Union soviétique en 1940).
  - Indépendance de la Tchécoslovaquie, de la Yougoslavie et de la Pologne à la suite de la scission de l'Autriche-Hongrie.

- 1919 : indépendance diplomatique de l'Afghanistan. Seul le ministère des affaires étrangères afghan était sous le contrôle britannique.

- 1922: fin du protectorat britannique en Égypte ; le royaume d'Égypte devient pleinement indépendant (hors canal de Suez) en 1936.

- 1922 : indépendance de l'État libre d'Irlande, remplaçant la république d'Irlande proclamée en 1919.

- 1931 : le Statut de Westminster garantit la souveraineté totale du Canada, de l'Australie, de la Nouvelle-Zélande, de l'Afrique du Sud et de Terre-Neuve, qui jusque-là étaient des pays dits « indépendants », mais non-souverains sur les questions diplomatiques, de déclaration de guerre, du tracé des frontières, de la gestion des affaires étrangères, des postes monarchiques, de la citoyenneté, de la cour constitutionnelle, de la juridiction de la loi constitutionnelle. Ces pays deviennent maintenant indépendants sur la plupart de ces sujets-là et obtiennent un droit d'indépendance sur les autres. Par exemple, le Canada acquiert le droit de faire l'indépendance de sa Cour suprême et de sa Constitution, mais ne s'en prévaut pas avant 1947 et 1982 respectivement.

- 1932 : fin du mandat britannique établi par la Société des Nations sur l'Irak.

- 1934 : Terre-Neuve suspend son statut de Dominion et se met sous tutelle du Royaume-Uni.

- 1944 : indépendance de l'Islande.

- 1945 :
  - Juin : fin du mandat français sur le Liban et la Syrie.
  - Août : proclamation de l'indépendance de l'Indonésie par Soekarno et Mohammad Hatta.
  - 2 septembre : proclamation de l'indépendance du Viêt Nam par Hô Chi Minh.

- 1946 : 
  - Indépendance du Royaume hachémite de Transjordanie.
  - 4 juillet : indépendance des Philippines.
  - Décembre : début de la guerre d'Indochine.

- 15 août 1947 : indépendance de l'Inde et du Pakistan.

- 1948 : 
  - Indépendance de Ceylan et de la Birmanie/Myanmar.
  - indépendance d'Israël du mandat des Nations unies confié au Royaume-Uni. La Transjordanie annexe la Cisjordanie et devient en 1949 la Jordanie. La Bande de Gaza est occupée par l'Égypte.

- 1948-1949 : référendum à trois options à Terre-Neuve, où la population se détache du Royaume-Uni avec 85,7 % au premier tour, puis l'indépendance n'obtient que 47,7 % au second tour (organisé en tant que référendum distinct). Cela consacre Terre-Neuve comme étant la 10e province du Canada.

- 1949 :
  - 1er octobre : Création de la république populaire de Chine par Mao Zedong.
  - 14 décembre : création de la république des États-Unis d'Indonésie, reconnue par les Pays-Bas ; l'indépendance avait été proclamée en 1945, mais les Néerlandais la refusaient.

- 1951 : la Libye, ex-colonie italienne occupée par les Français et les Britanniques depuis 1943, deviennent indépendante sous la forme du Royaume de Libye.

- 1952 :
  - création de l'expression "Tiers Monde" par Alfred Sauvy.
  - 26 mars : Coup de force du 26 mars 1952 en Tunisie.
  - 7 décembre : assassinat de Farhat Hached par La Main rouge en Tunisie.

- 1953 : Constitution de la fédération de Rhodésie et du Nyassaland.

- 1954 :
  - 7 mai : défaite française à Diên Biên Phu.
  - 21 juillet : accords de Genève : fin de l'Indochine française, indépendances du Cambodge, du Laos et du Viêt Nam (ce dernier pays étant cependant divisé en deux États rivaux).
  - 31 juillet :  discours de Carthage de Pierre Mendès-France.
  - 1er novembre : début de l'insurrection algérienne.
  - 1er novembre : transfert à l'Inde des comptoirs de l'Inde française (Pondichéry, Karikal, Mahé et Yanaon ; Chandernagor l'avait été en mai 1950).

- 18-24 avril 1955 : conférence de Bandung qui condamne la colonisation.

- 1956 : nationalisation du canal de Suez par Nasser. Indépendance du Soudan. Indépendances du Maroc et de la Tunisie. Loi-cadre Defferre à propos de l'indépendance des pays d'Afrique noire.

- 1957 : indépendance du Ghana, qui absorbe le Togoland britannique.

- 1957 : indépendance de la fédération de Malaisie.

- 1958 : indépendance de la Guinée.

- 1960 : 
  - colonie belge : indépendance du Congo.
  - colonies françaises : indépendance du Bénin, de la Haute-Volta (actuel Burkina Faso), de la République centrafricaine, du Congo, de la Côte d'Ivoire, du Gabon, de Madagascar, du Mali, de la Mauritanie, du Niger, du Sénégal, du Tchad et du Togo.
  - colonie britannique : indépendance du Nigeria et de Chypre.
  - colonie franco-britannique : indépendance du Cameroun (une partie rejoint le Nigeria).
  - fin des protectorats britannique et italien en Somalie et création d'un État unifié.
  - Wind of Change discours à propos de l'indépendance des pays d'Afrique noire.

- 1961 : 
  - Premier sommet des pays non alignés à Belgrade (25 pays).
  - 31 mai : Proclamation de la république d'Afrique du Sud (la politique d'apartheid mise en place en 1948 sera abolie en 1991).
  - 19 juin : indépendance du Koweït.
  - décembre : invasion par l'Inde des comptoirs de l'Inde portugaise (Goa, Daman et Diu).
  - 9 décembre : indépendance du Tanganyika, qui forme la Tanzanie en 1964, avec le Zanzibar.

- 1962 :
  - 18 mars : accords d'Évian mettant fin à la Guerre d'Algérie.
  - 1er juillet : fin du protectorat belge de Ruanda-Urundi et indépendance du Rwanda et du Burundi.
  - 5 juillet : indépendance de l'Algérie.
  - 9 octobre : indépendance de l'Ouganda.
  - Indépendance des Samoa occidentales.
  - Indépendance de la Jamaïque et de Trinité-et-Tobago.

- 1963 :
  - Mai : Création de l'organisation de l'unité africaine.
  - Indépendance du Kenya et de la Sierra Leone.
  - La Nouvelle-Guinée occidentale est rattachée à l'Indonésie.

- 1964 : 
  - Première CNUCED à Genève, Conférence des Nations unies pour le Commerce et le Développement.
  - Dissolution de la fédération de Rhodésie et du Nyassaland, et indépendance de la Zambie et du Malawi.
  - Indépendance de la Malte.

- 1965 : 
  - Indépendance unilatérale de la Rhodésie du Sud.
  - 18 février : indépendance de la Gambie.
  - 26 juillet : indépendance des Maldives.
  - indépendance de Bornéo du Nord et Sarawak, qui fusionnent avec la fédération de Malaisie pour former la Malaisie. Singapour, qui avait rejoint la Fédération en 1963, devient indépendant le 9 août 1965.
  - les îles Cook deviennent un État associé à la Nouvelle-Zélande.

- 1966 : 
  - Indépendance du Lesotho et du Botswana.
  - Indépendance du Guyana et de la Barbade.

- 1967 : indépendance du Protectorat d'Arabie du Sud sous le nom de république populaire du Yémen du Sud.

- 1968 : 
  - Indépendance de l'Eswatini  anciennement Swaziland et de l'île Maurice.
  - Indépendance de la Guinée équatoriale, colonie espagnole.
  - Indépendance de Nauru.

- 1970 : indépendance des Fidji et des Tonga.

- 1971 : 
  - fin des protectorats britanniques dans la péninsule arabique : les États de la Trêve forment la fédération des Émirats arabes unis, tandis que le Qatar et le Bahreïn deviennent indépendants.
  - Pakistan de l'Est fait sécession du Pakistan et devient indépendant sous le nom de Bangladesh.

- 1973 : 
  - définition d'un nouvel ordre économique international au quatrième sommet des pays non-alignés à Alger.
  - indépendance des Bahamas.

- 1974 : 
  - Indépendance de la Guinée-Bissau, colonie portugaise.
  - Niue devient un État associé à la Nouvelle-Zélande.
  - Indépendance de Grenade.

- 1975 : 
  - Indépendance de l'Angola, du Cap-Vert, du Mozambique et du São Tomé-et-Príncipe, colonies portugaises ; indépendance des Comores.
  - la plus grande partie du Sahara espagnol est annexée par le Maroc (Marche verte), le reste revenant à la Mauritanie ; le Front Polisario proclame l'année suivante la République arabe sahraouie démocratique, et récupère avec le soutien de l'Algérie la partie mauritanienne du Sahara occidental (reconnu par ce pays en 1978 ; le Maroc revendique alors l'ensemble).
  - Indépendance de la Papouasie-Nouvelle-Guinée.
  - décembre : invasion par l'Indonésie de la colonie portugaise du Timor oriental.
  - Indépendance du Surinam.

- 1976 : 
  - Indépendance des Seychelles.
  - mort de Mao. Politique des quatre modernisations.

- 1977 : indépendance de la république de Djibouti.

- 1978 : 
  - Indépendance des Salomon et des Tuvalu.
  - Indépendance de la Dominique.

- 1979 : 
  - Indépendance des Kiribati.
  - Indépendance de Sainte-Lucie et de Saint-Vincent-et-les-Grenadines.

- 1980 : 
  - Indépendance du Zimbabwe (ex-Rhodésie).
  - Fin du Condominium des Nouvelles-Hébrides franco-britannique et indépendance du Vanuatu.

- 1981 : Indépendance d'Antigua-et-Barbuda et du Belize.

- 1983 : Indépendance de Saint-Christophe-et-Niévès.

- 1984 : Indépendance du Brunei.

- 1986 : Indépendance des États fédérés de Micronésie et des Îles Marshall.

- 1990 : Indépendance en Namibie (apartheid abolie en 1979).

- 1991 :
  - 4 septembre : Restauration de l'indépendance des États baltes (l'Estonie, la Lettonie et la Lituanie).
  - 25 décembre : Dissolution de l'Union Soviétique. Indépendance de l'Arménie, l'Azerbaïdjan, la Biélorussie, la Géorgie, le Kazakhstan, le Kirghizistan, la Moldavie, l'Ouzbékistan, la Tadjikistan, le Turkménistan et l'Ukraine.
  - Indépendance de la Slovénie, de la Croatie, de la Bosnie-Herzégovine et de la Macédoine à la suite de la scission de la Yougoslavie.

- 1993 : 
  - Fin de la Tchécoslovaquie et indépendance de la Tchéquie et de la Slovaquie.
  - Indépendance de l'Érythrée.

- 1994 : Indépendance des Palaos.

- 1995 : Deux référendums sur l'indépendance résultent en défait :
  - 16 août : le Référendum sur l'indépendance des Bermudes obtient seulement 25,88% en faveur.
  - 30 octobre : le Référendum de 1995 au Québec obtient 49,42 % en faveur de l'indépendance. Dans le monde entier, c'est encore le seul 2e référendum sur l'indépendance à avoir été perdu (à part du cas spécial de Terre-Neuve ci-haut).

- 1er juillet 1997 : restitution de Hong Kong par le Royaume-Uni à la Chine.

- 20 décembre 1999 : restitution de Macao par le Portugal à la Chine.

## XXIesiècle
- 2002 : indépendance du Timor oriental. Le Timor oriental a fait sécession de l'Indonésie le 20 mai 2002.

- 2006 : fin de la Yougoslavie et indépendance du Monténégro et de la Serbie. À la suite du référendum d'autodétermination organisé le 21 mai 2006, le Monténégro a fait sécession le 3 juin 2006.

- 2011 : indépendance du Soudan du Sud. À la suite du référendum d'autodétermination organisé du 9 au 15 janvier 2011, le Soudan du Sud a fait sécession de la république du Soudan le 9 juillet 2011.

- 2025 : Restitution de l'archipel des Chagos à l'état de Maurice, par la Grande-Bretagne[1].